# 巴迪宮
巴迪宮（阿拉伯语：‎），字面意思为“神奇宮殿 / 辉煌宮殿”，也經常被翻譯為“無與倫比的宮殿”，是位於摩洛哥馬拉喀什的一座宮殿遺跡。

## 历史
它由薩阿德王朝第六位蘇丹艾哈邁德·曼蘇爾於1578年登基幾個月后下令建造，共花費了25年的時間修建，其建築包括360個房間，長135米，寬110米的大院子和長90米，寬20米的泉池，還有一座擁有四個牢房的地下監獄。這座宮殿用從義大利到馬利等多個國家進口的材料裝飾，用于接待賓客，旨在展示蘇丹的財富和權力。巴迪宮是佔據馬拉喀什卡斯巴區的更大的薩阿迪宮殿建築群的一部分。
這座宮殿在1603年曼蘇爾死後無人問津，並最終隨著薩阿迪王朝的衰落淪為廢墟。其寶貴的材料（尤其是大理石）被拆除並重新用於摩洛哥各地的其他建築。現今其遺跡是馬拉喀什的主要旅遊景點和展覽空間。